# Korpilombolo tingslag
Korpilombolo tingslag var ett tingslag i norra Norrbotten. Tingsplats var Korpilombolo. Till en början hölls ting i Korpilombolo sockenstuga, men omkring 1880 uppfördes en kombinerad tings- och sockenstuga där tingen hölls istället.
Tingslaget blev eget tingslag 1 januari 1873 (enligt beslut 15 mars 1872) genom utbrytning av Korpilombolo socken till ett eget tingslag. Innan hade den 1856 bildade socknen varit delat på tre tingslag: Pajala tingslag för delen som tidigare tillhört Pajala socken (153 invånare 31 december 1870), Överkalix tingslag för delen som tidigare tillhört Överkalix socken (377 invånare 1870) samt Övertorneå tingslag för delen som tidigare tillhört Övertorneå socken (566 invånare 1870). Tingslaget upphörde 1 januari 1928 (enligt beslut 18 mars 1927) då det sammanslogs med Pajala tingslag för att bilda Pajala och Korpilombolo tingslag.
Tingslaget hörde till 1 januari 1877 till Norrbottens norra domsaga och från 1 januari 1877 till Torneå domsaga.

## Socknar
Tingslag omfattade följande socknar: 
- Korpilombolo socken från 1873
- Tärendö socken från 1885

## Befolkningsutveckling
| Befolkningsutvecklingen i Korpilombolo tingslag 1880–1925 | Befolkningsutvecklingen i Korpilombolo tingslag 1880–1925 | Befolkningsutvecklingen i Korpilombolo tingslag 1880–1925 | Befolkningsutvecklingen i Korpilombolo tingslag 1880–1925 | Befolkningsutvecklingen i Korpilombolo tingslag 1880–1925 |
| --- | --------------------------------------------------------- | --------------------------------------------------------- | --------------------------------------------------------- | --------------------------------------------------------- |
| |                                                           |                                                           |                                                           |                                                           |
| År |                                                           |                                                           | Folkmängd                                                 |                                                           |
| 1880 | 1880                                                      |                                                           | 1 415                                                     |                                                           |
| 1890 | 1890                                                      |                                                           | 2 873                                                     |                                                           |
| 1895 | 1895                                                      |                                                           | 3 057                                                     |                                                           |
| 1900 | 1900                                                      |                                                           | 3 325                                                     |                                                           |
| 1905 | 1905                                                      |                                                           | 3 457                                                     |                                                           |
| 1910 | 1910                                                      |                                                           | 3 522                                                     |                                                           |
| 1915 | 1915                                                      |                                                           | 3 619                                                     |                                                           |
| 1920 | 1920                                                      |                                                           | 4 023                                                     |                                                           |
| 1925 | 1925                                                      |                                                           | 4 395                                                     |                                                           |
| Anm: För åren 1880, 1890, 1900, 1910 och 1920: befolkning enligt folkräkning 31 december enligt den judiciella indelningen den 1 januari följande år. För åren 1895, 1905, 1915 och 1925: kyrkoskriven befolkning 31 december enligt den administrativa indelningen den 1 januari följande år |                                                           |                                                           |                                                           |                                                           |